# 雲南南路

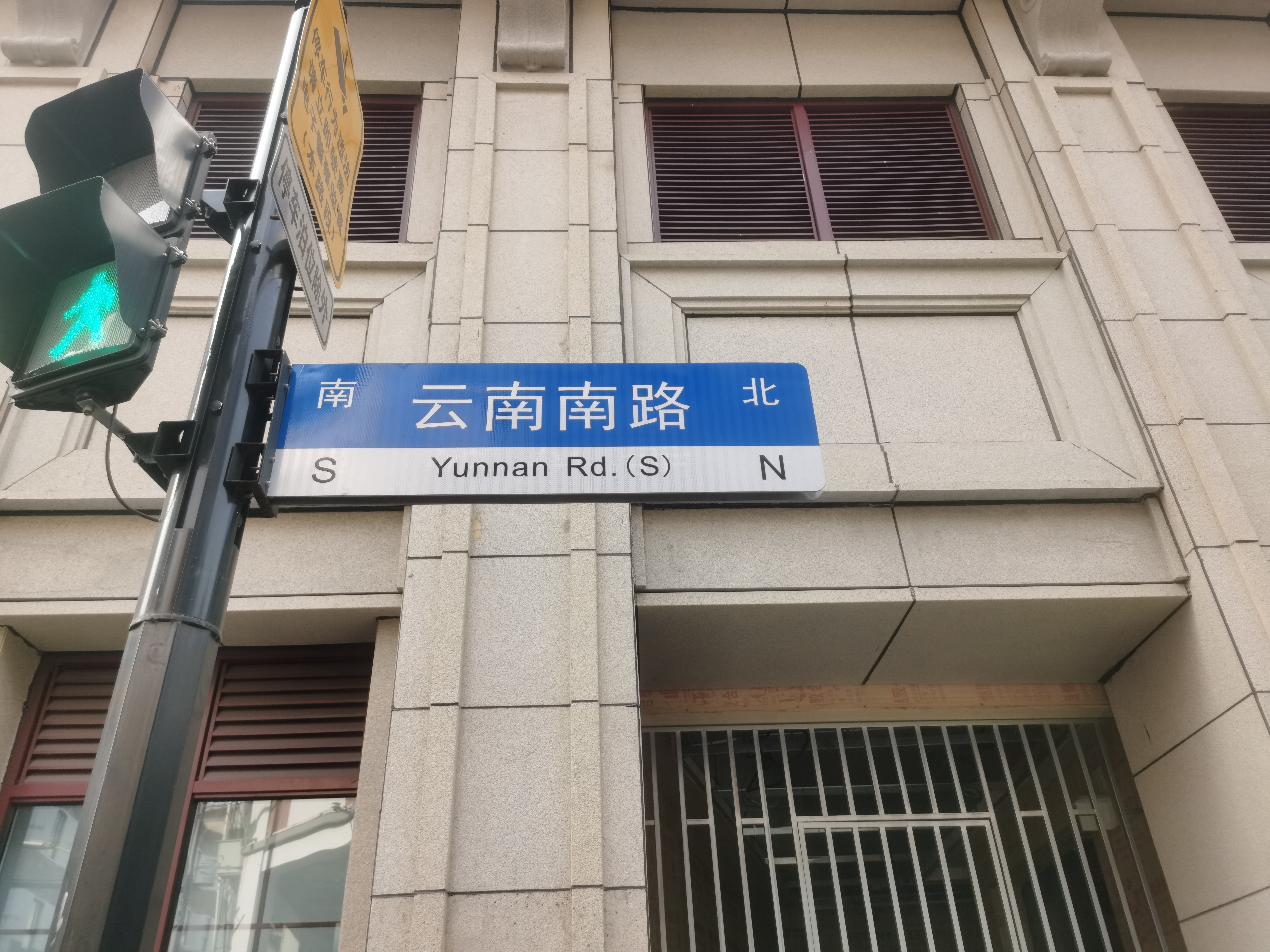
云南南路路牌

云南南路是中華人民共和國上海市黄浦区一條南北走向道路。道路北起延安东路，南至人民路。全长616米，宽9.4米至20米。道路的金陵东路以北路段为雲南南路美食街。道路上有小绍兴、小金陵、鲜得来、洪长兴、五芳斋、大壶春、沈大成、燕云楼、德大西菜社等老字号餐飲店。

## 歷史
道路建於清朝同治四年（1865年），當時名為八仙桥街、八里桥路。中華民国32年（1943年）更名為永平路。同年小绍兴在云南南路開張。中華民国35年（1946年）更名為雲南南路，路名來自於云南省。當時云南南路已出現饮食小摊。1982年，大壺春入駐雲南南路。1991年，大世界美食街在云南南路上揭幕。不過雲南南路上出現路边设摊、无证无照、油烟噪音扰民、违章搭建等问题。2008年，黄浦区对云南南路美食街进行综合整治。2020年下半年，云南南路美食街被划入旧改范围。路邊的居民開始陸續搬離。